# Włodzimierz Szer
Włodzimierz Szer (ur. 4 czerwca 1924 w Warszawie, zm. 31 sierpnia 2013 w San Diego) – polsko-amerykański biochemnik, profesor Uniwersytetu Nowojorskiego.

## Życiorys
Pochodził z rodziny polskich żydów. był synem Michała (Maxa) Szera, księgowego i działacza Bundu. Zgodnie z jego wolą w 1936 ukończył naukę w szkole podstawowej w języku jidysz przy ul. Krochmalnej 36 w Warszawie. Jego nauczycielem i wychowawcą był Lejb Olicki. Do 1939 uczęszczał do Gimnazjum Robotniczego Towarzystwa Przyjaciół Dzieci im. Bolesława Limanowskiego na Żoliborzu, gdzie uczył go m.in. Jerzy Kreczmar. Szer w trakcie II wojny światowej kontynuował naukę w gimnazjum w Baranowiczach, Taborynie (po zesłaniu wraz z ojcem na Syberię). Następnie w Baranówce w regionie Powołża, gdzie w 1942 zdał maturę. W 1943 został powołany na kurs dla oficerów piechoty Armii Czerwonej koło Penzy. Został dowódcą w randze podporucznika plutonu moździerzy. Wziął udział w bitwie pod Leninem. Wraz ze swoją dywizją w 1945 dotarł w okolice warszawskiej Pragi, gdzie został ranny.
W 1945 osiadł w Łodzi, gdzie poznał swoją żonę – Felicję. Szer mieszkał przy ul. Mielczarskiego 34. Udostępniał on mieszkanie swojemu przyjacielowi, działaczowi Bundu, Feliksowi Najmanowi. Najman został zamordowany w mieszkaniu Szera, który odnalazł jego ciało. Opinia publiczna przypuszczała, że mord miał charakter antysemicki, niemniej przyczyn zbrodni nie wyjaśniono, a winnych nie odnaleziono. Szer w Łodzi pracował jako wykładowca wyszkolenia strzeleckiego w Szkole Oficerów Polityczno-Wychowawczych. Ponadto rozpoczął studia chemiczne na Wydziale Matematyczno-Przyrodniczym Uniwersytetu Łódzkiego, które ukończył w 1949 pod kierunkiem prof. Anny Chrząszczewskiej. Planował doktoryzację na uniwersytecie, lecz jako wojskowy został oddelegowany jako wykładowca chemii na Kurs Oficerów Służby Technicznej (Chemicznej) w Rembertowie. Oprócz wykładów Szer organizował od podstaw Ośrodek Badawczy Sprzętu Chemicznego, którego został komendantem w randze podpułkownika. OD 1956 pracował w Instytucie Antybiotyków, gdzie opracowywał metody wydzielania tetracykliny z brzeczki fermentacyjnej oraz podejmował się syntez trudno dostępnych wówczas odczynników dla badaczy z innych laboratoriów, w tym dla Davida Shugara z Instytutu Biochemii i Biofizyki PAN, który zaproponował mu współpracę w Zakładzie Fizykochemii Biologicznej Instytutu. Jego pionierskie padania w PAN związane z polirybonukleotydami pozwoliły mu na zdobycie tytułu doktora w 1961 w Instytucie Biochemii i Biofizyki PAN w Warszawie oraz na staż podoktorski w laboratorium prof. Severo Ochoi de Albornoza w Zakładzie Biochemii Szkoły Medycznej Nowojorskiego Uniwersytetu w 1963. W 1964 po powrocie do Polski habilitował się, a następnie został docentem, kontynuując badania nad  polirybonukleotydami.
W 1967 wyemigrował do USA, gdzie otrzymał stanowisko naukowe w laboratorium prof. Ochoi na Uniwersytecie Nowojorskim, gdzie także wykładał, a w latach 1975–1979 pełnił również funkcję kierownika Zakładu Biochemii. Na Uniwersytecie Nowojorskim  badał m.in.: badania wiązanie modelowych i wirusowych informacyjnych RNA do rybosomów bakteryjnych, zaangażował się w badania nad grupą heterogenicznych jądrowych białek (hnRNP), ponadto wyizolował i scharakteryzował wiele białek. Po przejściu na emeryturę i przeprowadzce do San Diego współpracował z córką Iloną Sarą Szer, profesor Uniwersytetu Kalifornijskiego. Wspólnie m.in. wyodrębnili białko 45-DEK.
Włodzimierz Szer był autorem około 160 publikacji naukowych.
Przed śmiercią podjął się publikacji wspomnień: Do naszych dzieci (2013)  oraz Lata 60. w biologii molekularnej w PRL i w Nowym Jorku (2012).
Był członkiem Polish Art and Culture Society of San Diego.

### Życie prywatne
Jego żoną była Felicja, z którą miał dwie córki.

## Publikacje
- Do naszych dzieci, Żydowski Instytut Historyczny, Warszawa 2013,
- Lata 60. w biologii molekularnej w PRL i w Nowym Jorku, „Kwartalnik Historii Nauki i Techniki” 2012[2].